# Ifá
Ifá (em iorubá:  Ifá) é um oráculo africano consultado em divinação que se originou na África Ocidental entre os iorubás na Nigéria. É também designado por Fa entre os Fons e Afa entre os jejes. Não é propriamente uma divindade (orixá), é o porta-voz de Orumilá e dos outros orixás. Orumilá, muitas vezes é designado como Orixá do destino na  cultura africana iorubá.
O sistema pertence às religiões tradicionais africanas mas também é praticado entre os adeptos da Santería de Cuba através da Regla de Ocha, no candomblé no Brasil, e no Culto de Ifá; e de similares transplantados para o Novo Mundo.
Os Oluôs ou Babalaôs, são a autoridade máxima do culto de Ifá, responsáveis pela transferência do axé durante a iniciação de novos babalaôs após um longo período de aprendizado.

## Origens
O culto do vodum Fa é originário de Ilê-Ifé, e chegou ao antigo Daomé pelas mãos de sacerdotes imigrados do território iorubá já a partir do século XVII, mas sua instalação oficial como uma das divindades reconhecidas pelo rei de Abomei teria se dado ou através do babalaô Adéléèyé, de Ilê-Ifé que chegou a Abomei no reinado de Agajá (r. 1708–1732/40) , junto com outros (Gongon, Abikobi, Ato e Gbélò), ou pela princesa Nà Hwanjele, mãe do rei Tebessú (r. 1732–1774), que era de origem iorubá. Os sacerdotes de Fá são chamados, em fon, de boconom. 
(bokonon), o correspondente a babalaô dos iorubás. O bokonon da corte de Abomei é um dos dignitários do rei reconhecido na categoria de príncipe e está entre os poucos autorizados a vestir djelaba em público e a permanecer com a cabeça coberta diante do rei e da rainha-mãe.

## Métodos utilizados

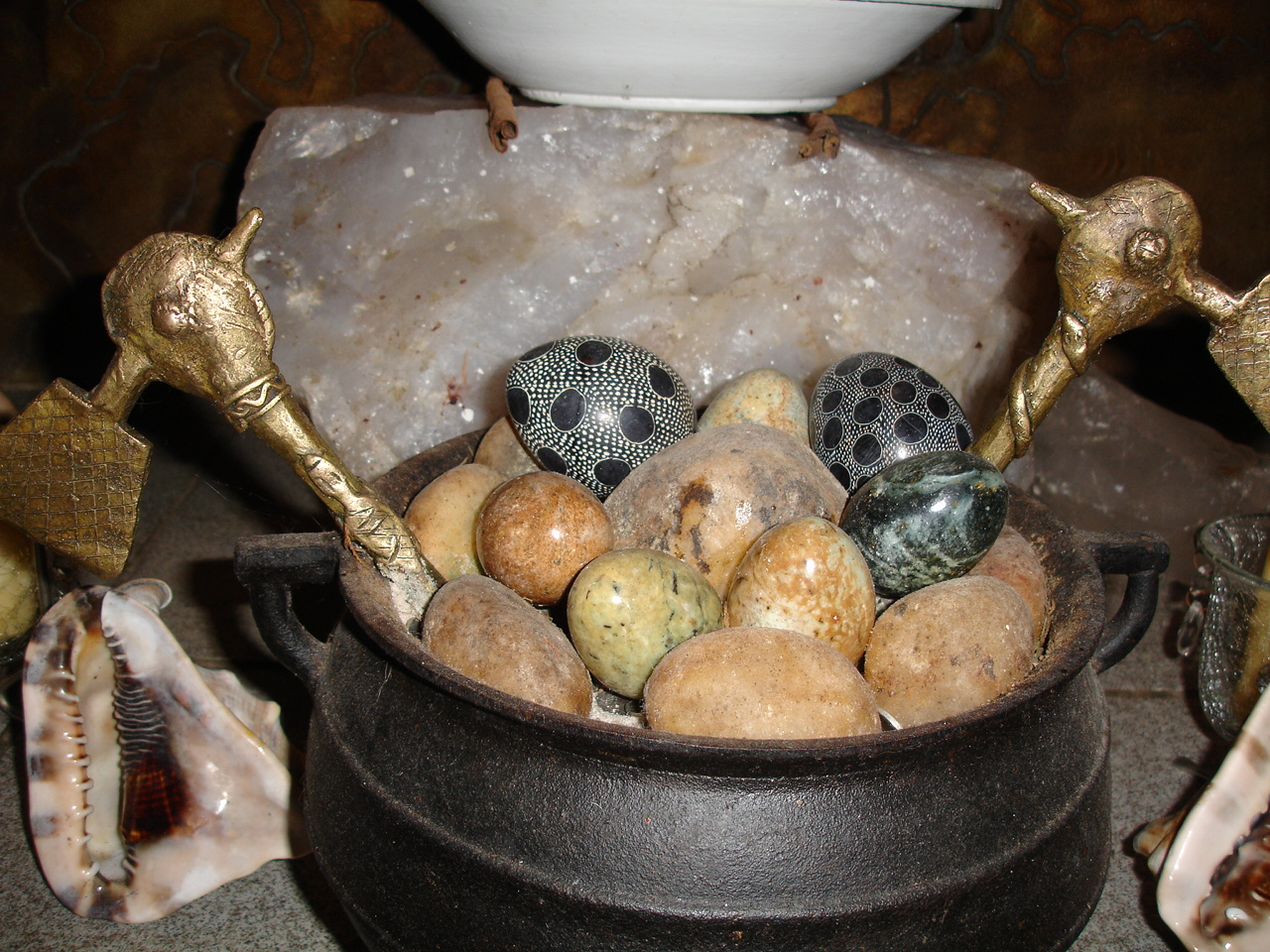
Objeto sagrado de Orumila Ifá

Orumilá é o orixá e divindade da profecia. Ifá é o nome do oráculo utilizado por Orumilá. O Culto de Ifá pertence à religião iorubá.
O Babalaô (pai que possui o segredo) é o sacerdote do Culto de Ifá. Ele é o responsável pelos rituais e iniciações: todos no culto de Ifá dependem de sua orientação e nada pode escapar de seu controle. Por garantia, ele dispõe de três métodos diferentes de consultar o oráculo e, por intermédio deles, interpretar os desejos e determinações dos orixás.

### Opom-ifá

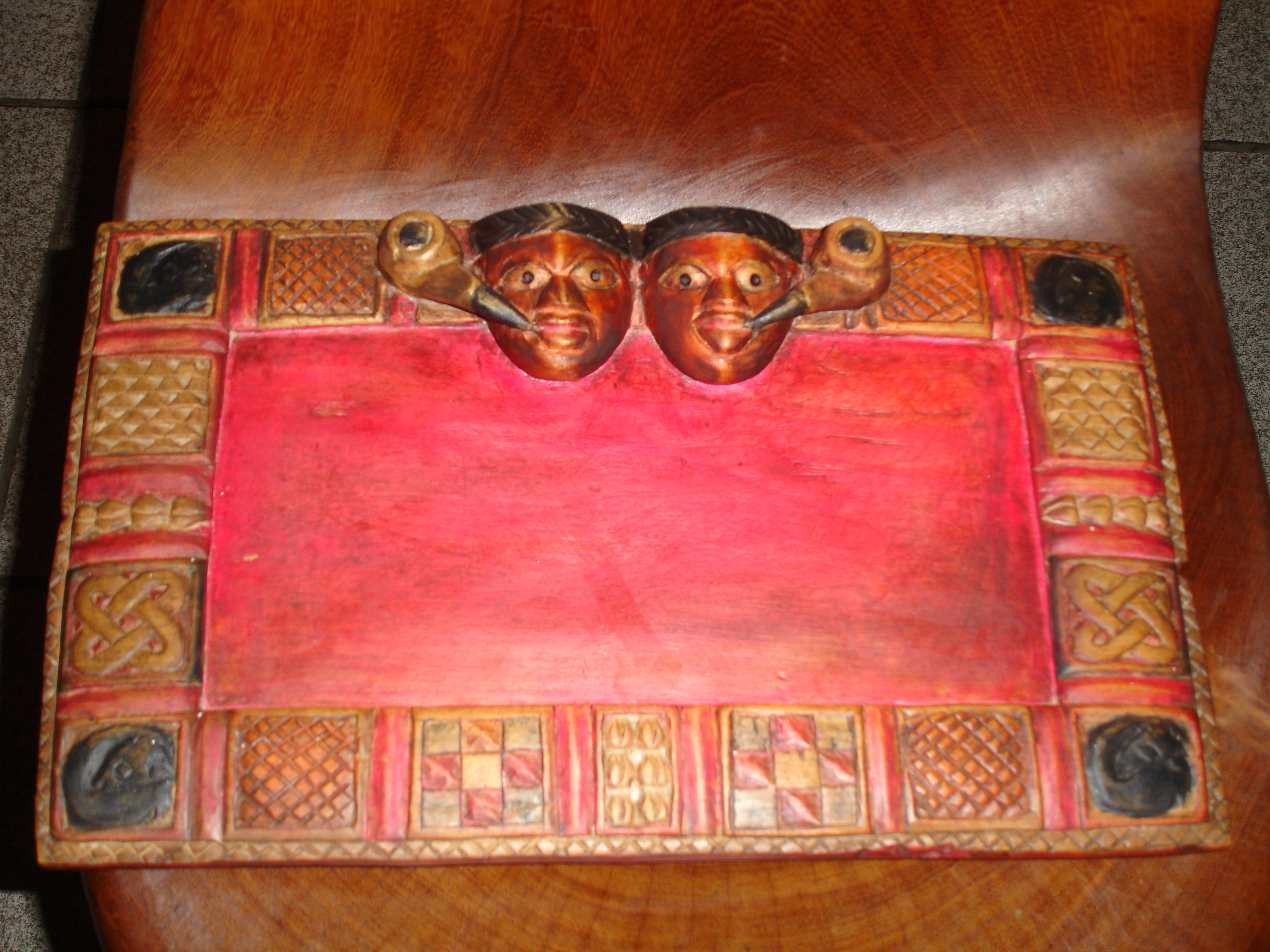
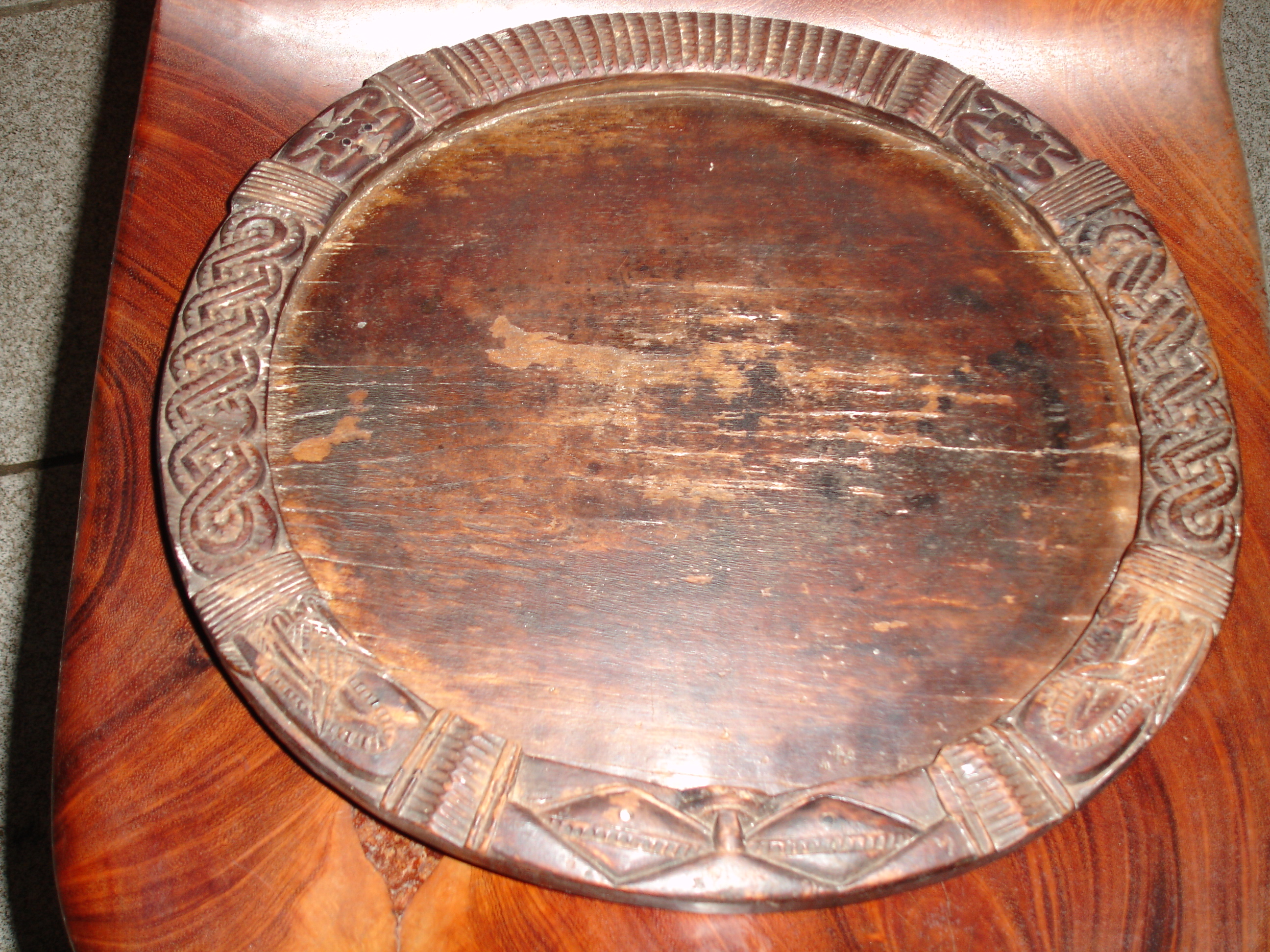
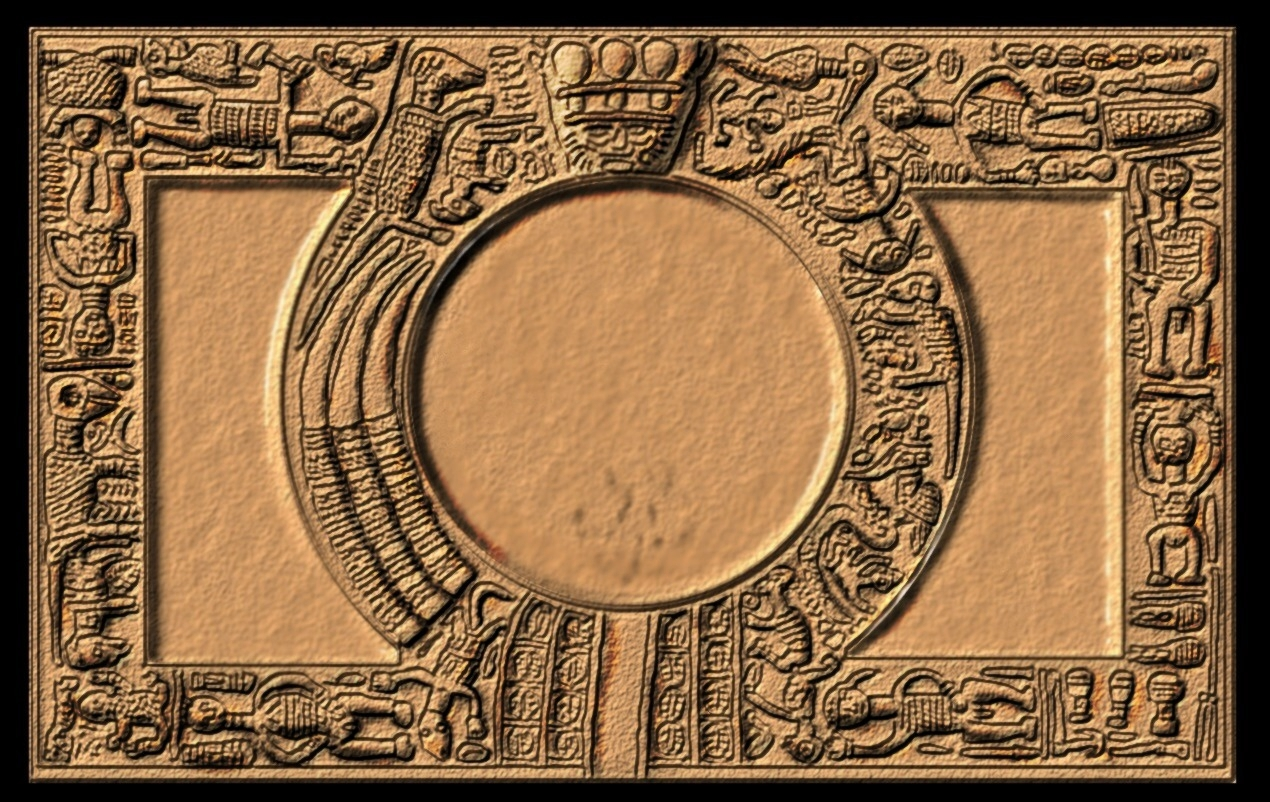
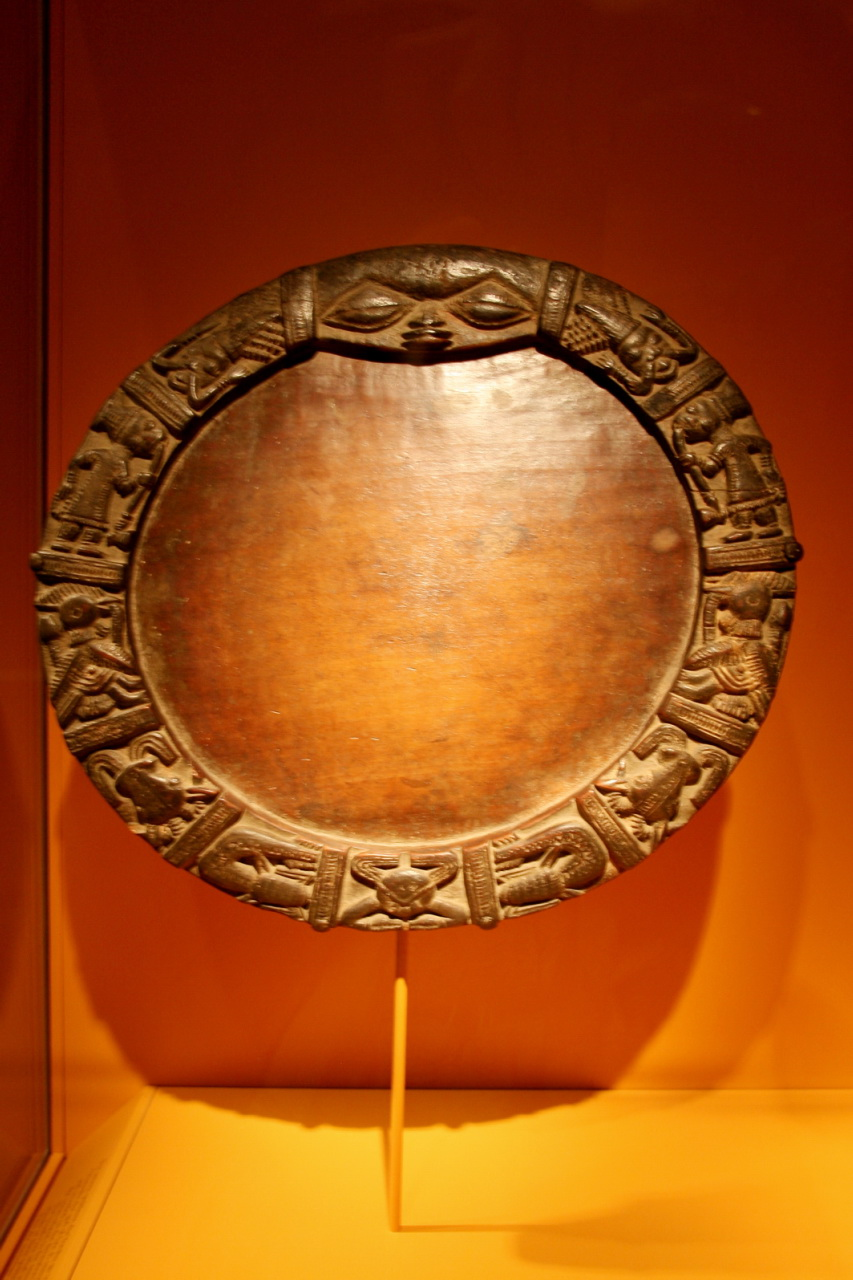

Opom-ifá, tábua sagrada feita de madeira e esculpida em diversos formatos, redonda , retangular, quadrada, oval,  utilizada para marcar os signos dos Odus (obtidos com o jogo de iquins) sobre um pó chamado Ierossum. Método divinatório do Culto de Ifá utilizado pelos babalaôs.
Irofá ou Iroquê Ifá é o instrumento utilizado pelo babalaô durante o jogo de iquim, com o qual bate na tábua Opom-ifá com a finalidade de chamar a atenção de Odu para si, entre outras coisas.

### Jogo de Opelé

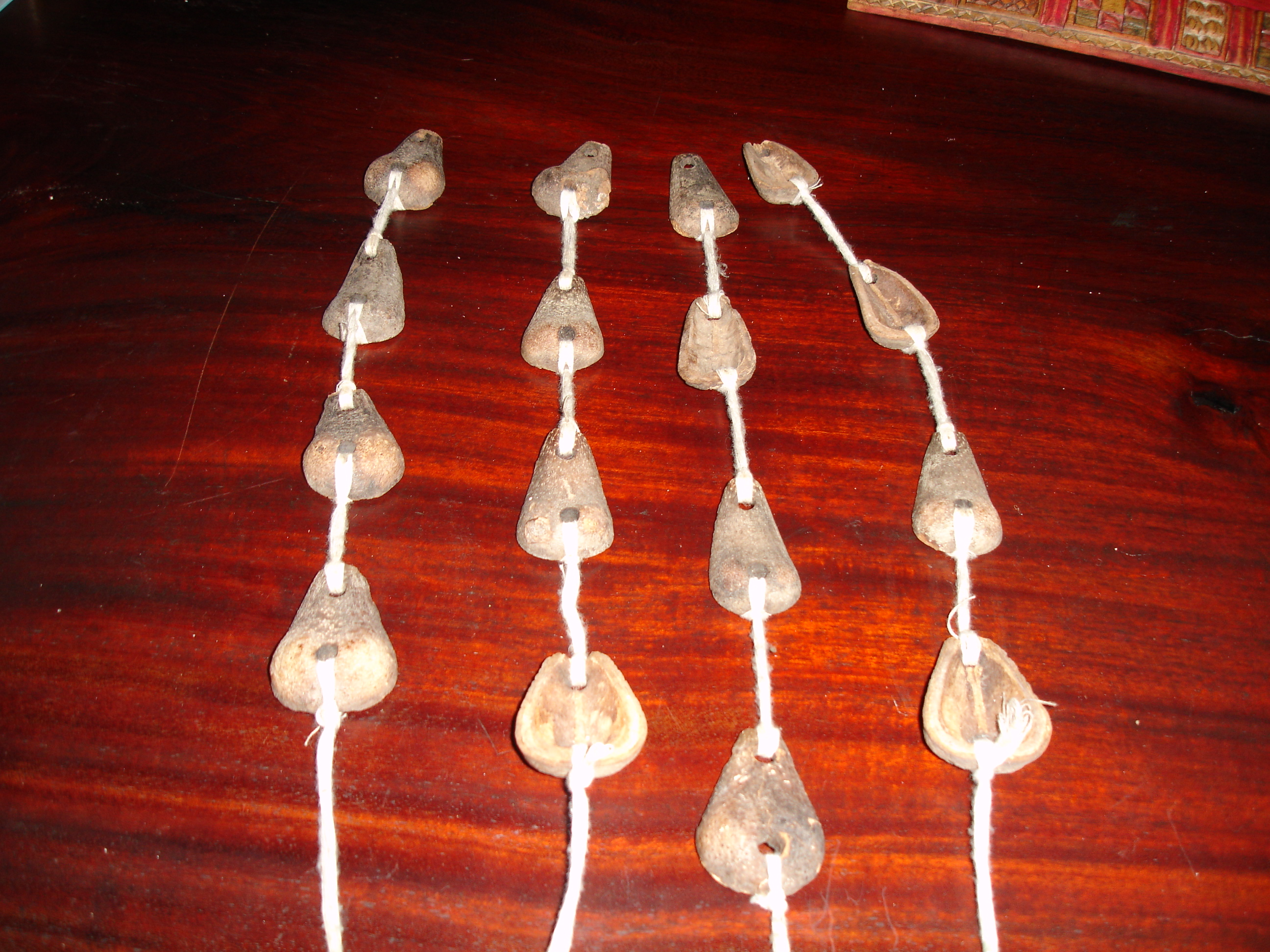
Opelé-ifá

Opelé-ifá ou opelifá ou rosário de Ifá é um colar aberto composto de um fio trançado de palha da costa ou fio de algodão, que tem, pendentes, oito metades de fava de opele. É um instrumento divinatório dos tradicionais sacerdotes de Ifá.
Existem outros modelos mais modernos de opelé-ifá, feitos com correntes de metal intercaladas com vários tipos de sementes, moedas ou pedras semipreciosas.
O jogo de opelé-ifá é o mais praticado por ser a forma mais rápida, pois a pessoa não necessita perguntar em voz alta, o que permite o resguardo de sua privacidade, também de uso exclusivo dos babalaô, com um único lançamento do rosário divinatório aparecem 2 figuras que possuem um lado côncavo e outro convexo, que combinadas, formam o odu.

### Jogo de iquins
O Jogo de iquim é utilizado em cerimônias relevantes de forma obrigatória, ou igualmente de modo usual, vai de cada babalaô o seu uso, sendo uso restrito e exclusivo dos mesmos babalaôs. O jogo compõe-se de 16 nozes de um tipo especial de dendezeiro iquim, são manipuladas pelo babalaô com a finalidade de se configurar o signo do odu a ser interpretado e transmitido ao consulente. São colocados na palma da mão esquerda, e com a mão direita rapidamente o babalaô tenta retirá-los de uma vez com um tapa na mão oposta, no intuito de se obter um número par ou ímpar de iquins em sua mão.
Caso não sobre nenhum iquim na mão esquerda, a jogada é nula e deve ser repetida. Ao restar um número par ou ímpar de iquins em sua mão, se fará dois ou um traço da composição do signo do odu que será revelado polo sistema oracular. A determinação do Odu é a quantidade de iquim que sobrou na mão esquerda. O mesmo será transcrito para o Opom Ifá sobre o pó do ierossum que deve ser riscado sobre o ierossum que está espalhado no Opom-ifá, para um risco usa o dedo médio da mão direita e para dois riscos usa dois dedos o anular e o médio da mão direita. Deverá repetir a operação quantas vezes forem necessárias até obter duas colunas paralelas riscadas da direita para a esquerda com quatro sinais, formando assim a configuração do signo de Odu.

## Oráculo
O oráculo consiste em um grupo de cocos de dendezeiro ou Búzios, ou réplicas destes, que são lançados para criar dados binários, dependendo se eles caem com a face para cima ou para baixo. Os cocos são manipulados entre as mãos do adivinho, e, no final, são contados, para determinar aleatoriamente se uma certa quantidade deles foi retida.
As conchas ou as réplicas são frequentemente atadas em uma corrente divinatória, quatro de cada lado. Quatro caídas ou búzios fazem um dos dezesseis padrões básicos (um odu, na língua iorubá); dois de cada um destes se combinam para criar um conjunto total de 256 odus. Cada um destes odus é associado com um repertório tradicional de versos (Itã), frequentemente relacionados à mitologia iorubá, que explica seu significado divinatório. O sistema é consagrado ao orixá Orumilá, orixá da profecia, e a Exu, que, como o mensageiro dos orixás, confere autoridade ao oráculo.
O sistema inteiro traz uma semelhança com o sistema árabe de geomancia. A geomancia é um sistema criado pelos Árabes e trazida para o norte da África, onde foi aprendida pelos europeus durante as Cruzadas.  Muito embora possua um número diferente de símbolos, o sistema carrega também alguma semelhança com sistema chinês do I Ching.

## Odu
Cada odu é formado por um conjunto constituído por duas colunas verticais e paralelas de quatro índices cada.
Cada um desses índices compõem-se de um traço vertical ou de dois traços verticais paralelos que o babalaô traça no pó (ierossum) espalhado sobre um tabuleiro de madeira esculpida (Opom-ifá) à medida em que vai extraindo os resultados pela manipulação dos cocos de dendezeiro ou iquim-ifá.

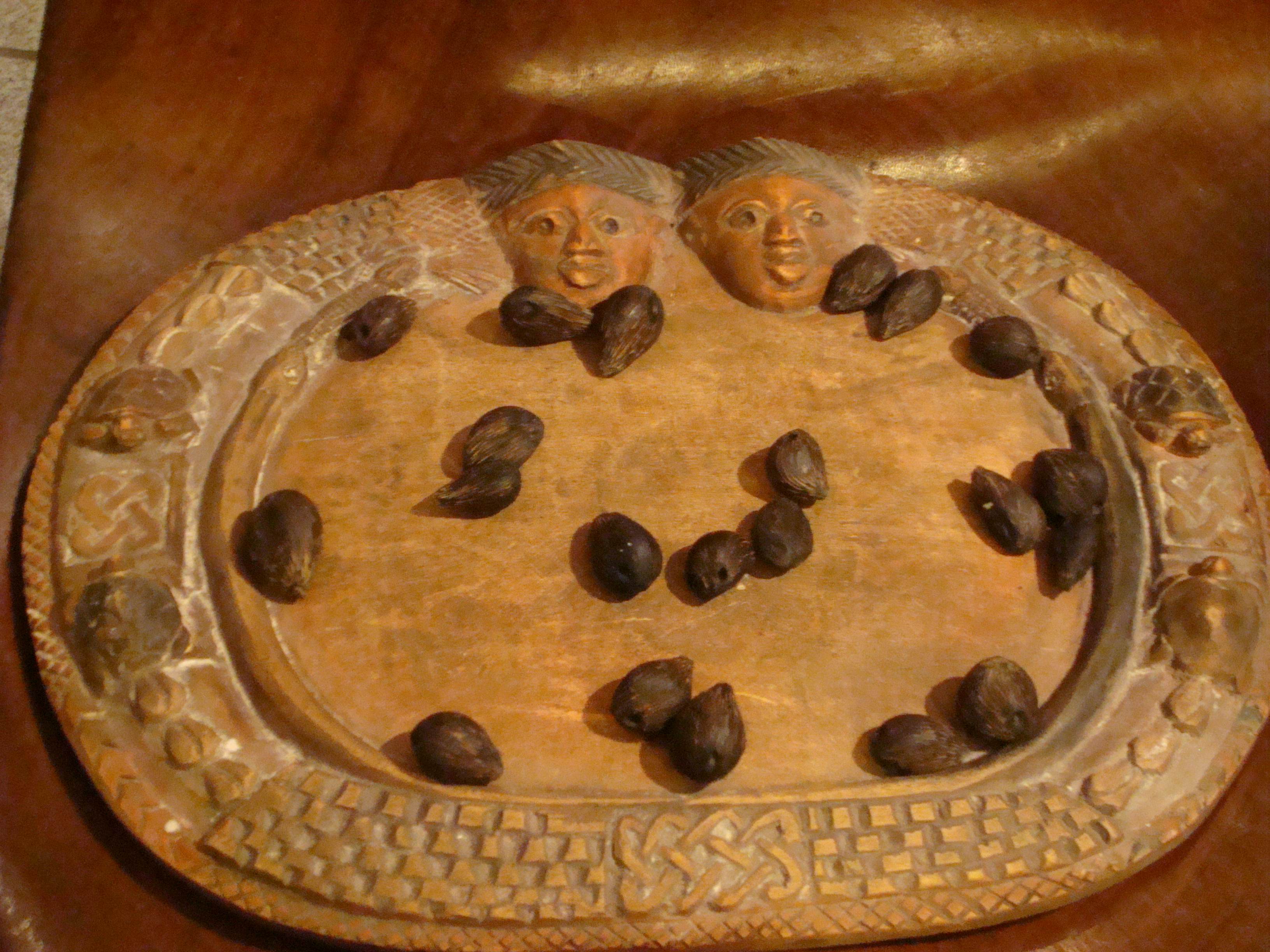
Jogo de iquim

O babalaô detecta esse odu manipulando caroços de dendê (iquim) ou jogando o rosário de Ifá chamado (opelé-ifá).
Existem 256 odu, correspondendo cada um a uma série de lendas (itã).
Não existe uma receita para fazer: não se tem uma lista de coisas para que esse odu seja revelado, tudo depende da pessoa. Cada pessoa possui um destino próprio, assim como o Etutu (ebó) que se define no jogo. Quem vem de um sistema de jogo de búzios, precisa mudar tudo que viu e aprendeu para que Ifá possa fazer parte da sua vida.

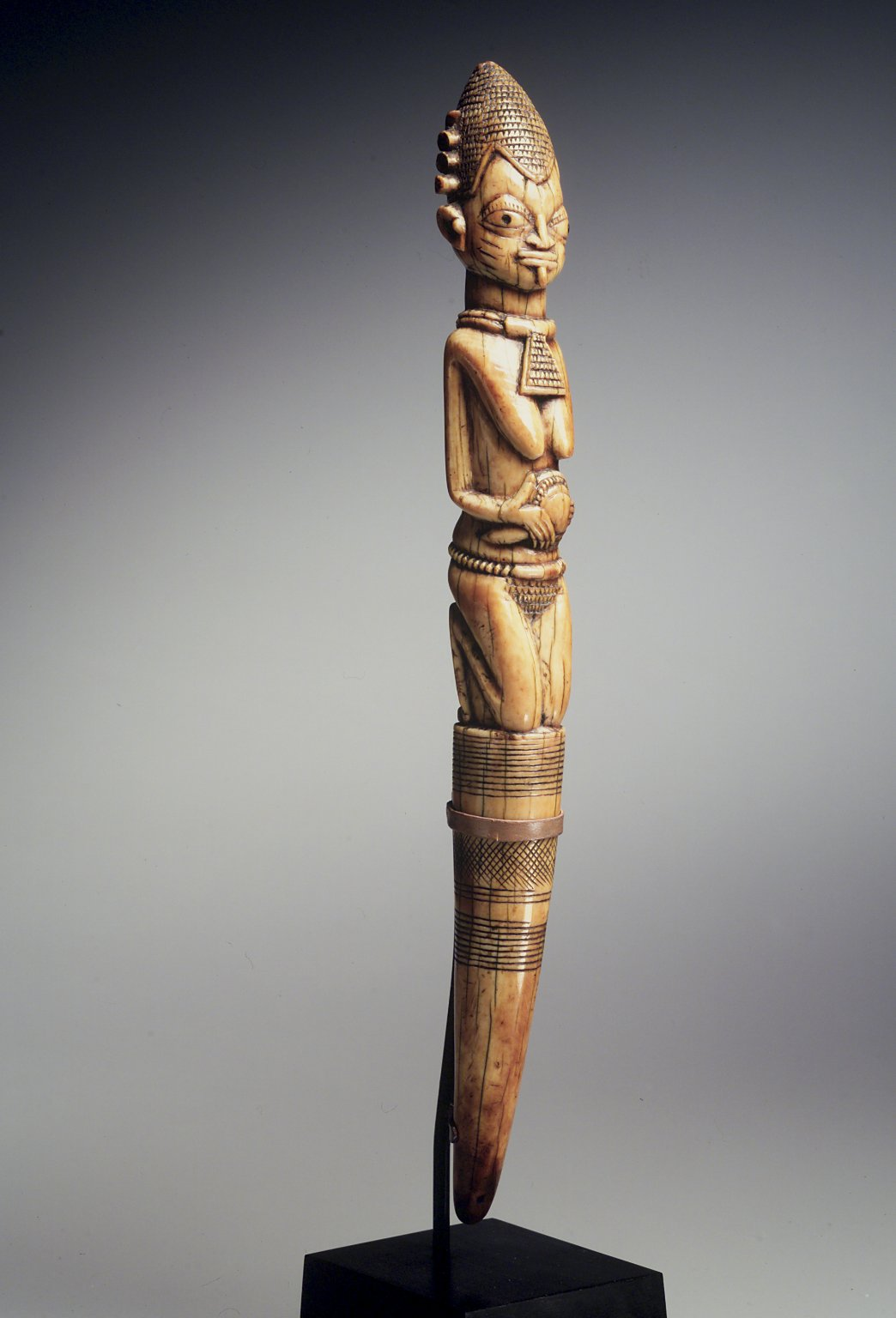
Batedor Iroquê Ifá, Museu do Brooklyn

## Patrimônio Oral e Imaterial da Humanidade
Da Nigéria, são dois os oráculos listados como Patrimônio Oral e Imaterial da Humanidade: o Guelede, que também é praticado no Benim e no Togo, e o Ifá.

## Na África

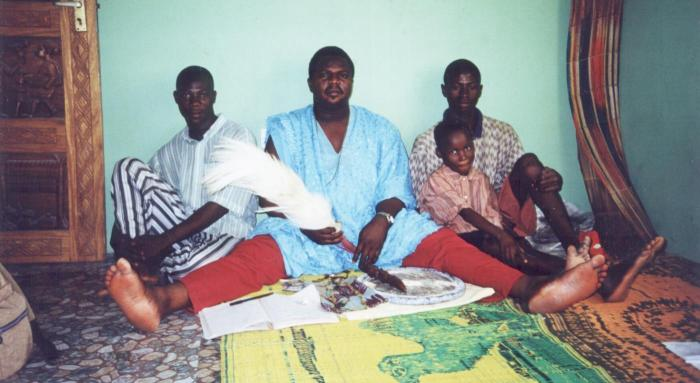
O babalaô e os aprendizes, sempre ao seu lado. O aprendizado começa muito cedo

O orixá Orumilá é também chamado de Ifá, ou Orunmilá e também é denominado frequentemente abomiregum (Agbonmiregun; "Aquele que é mais eficaz do que qualquer remédio"). Em caso de dúvida, Ifá é consultado pelas pessoas que precisam de uma decisão, que queiram saber sobre casamentos, viagens, negócios importantes, doenças, ou por motivo religioso.
Para os iorubás, o sacerdote é o babalaô e entre os Fons e jejes recebe a designação de bokonon, e o sistema de adivinhação é o mesmo. O babalaô (pai do segredo) recebe as indicações para as respostas através dos signos (odu) de Ifá.

## Na Bahia
O Ifá na Bahia é representado por diversos homens e mulheres desde a época da escravatura, ainda que de forma velada e indireta, pelos que também sistematizaram o candomblé. No passado existiram grandes babalaôs e anifás iniciados que também eram babalorixás de casas matrizes. 